# Rhoeadin
Rhoeadin ist ein Alkaloid, das im Klatschmohn (Papaver rhoeas) vorkommt. Rhoeadin zählt zu den Papaverin-Alkaloiden. Zugleich ist Rhoeadin Namensgeber der Gruppe der Rhoeadin-Alkaloide, die zu den Benzylisochinolinalkaloiden gehören.
Biosynthetisch leiten sich die Rhoeadin-Alkaloide aus den Protoberberin-Alkaloiden ab.